# Aleksandr Roetskoj

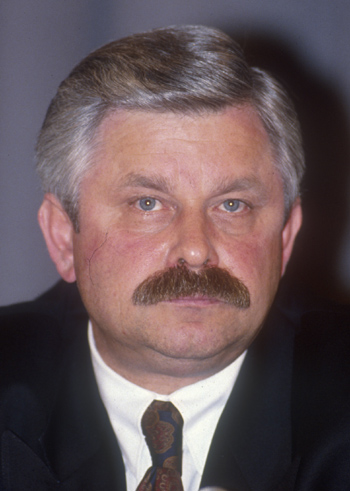
Aleksandr Roetskoj (foto: Michail Jevstafjev, 1992)

Aleksandr Vladimirovitsj Roetskoj (Russisch: Александр Владимирович Руцкой) (Chmelnytsky, (Oekraïense SSR), 19 september 1947) is een Russische politicus en een voormalige Sovjet-officier. Roetskoj diende als vicepresident en was tijdelijk zelfs de uitvoerende president toen president Boris Jeltsin tijdens de Russische constitutionele crisis van 1993 tijdelijk door het parlement aan de kant werd geschoven.

## Politieke carrière
Roetskoj studeerde aan de Luchtmachtschool in Barnaoel (1971) en later aan de Luchtmachtacademie Gagarin in Moskou (1980). Binnen het leger behaalde hij de rang van kolonel. Hij vocht mee in de oorlog met Afghanistan en werd twee keer neergeschoten. De tweede keer, in 1988, werd hij door een F-16 van de Pakistaanse luchtmacht neergeschoten, omdat hij bij vergissing het Pakistaanse luchtruim binnen was gevlogen. Hij werd gevangengenomen door moedjahedien, en later verhoord door de Pakistaanse geheime dienst en de CIA, voordat hij weer werd uitgeleverd aan de Sovjet-Unie.
Hij werd op 10 juli 1991 vicepresident onder Boris Jeltsin. In die functie zette hij zich in voor de onafhankelijkheid van Transnistrië en de Krim ten opzichte van Moldavië en Oekraïne. Ook dreigde hij en andere Russische hardliners in de eerste helft van 1992 de Georgische leider Edoeard Sjevardnadze dat Tbilisi gebombardeerd zou worden als de Georgiërs doorgingen met aanvallen op Zuid-Ossetië.

## Russische constitutionele crisis
Aanvankelijk ondersteunde Roetskoj de binnenlandse politiek van Boris Jeltsin. Na de val van de Sovjet-Unie moesten er grote economische hervormingen plaatsvinden. Dit leidde echter op de korte termijn tot hogere belastingen en hogere prijzen in de winkels. Hiervoor kreeg Jeltsin veel kritiek uit het parlement en Roetskoj begon zich steeds meer achter die kritiek te scharen. Roetskoj kreeg zelf te maken met beschuldigingen van corruptie nadat in maart 1993 een poging om Jeltsin af te zetten was mislukt. Op 1 september van dat jaar werd hij door de Russische president geschorst, maar deze maatregel werd door het Hooggerechtshof als ongrondwettelijk neergezet.
Op 21 september 1993, na een nieuw conflict tussen Jeltsin en het parlement, waarbij de eerste het parlement naar huis wilde sturen, en deze hem daarom juist afzette, werd Roetskoj naar voren geschoven als de nieuwe uitvoerende president. Roetskoj accepteerde de benoeming en was bijna twee weken in functie. Jeltsin kreeg met behulp van het leger de macht terug en Roetskoj werd op 4 oktober gevangengezet. Hij werd uit zijn functie ontheven. Op 26 februari 1994 zou hij echter alweer vrijgelaten worden omdat de Doema een algehele amnestie afkondigde voor de daders.

## Gouverneurschap
Roetskoj deed in 1995 een poging om gekozen te worden in het Russische parlement, maar behaalde slechts 2,5 procent van de stemmen. De kiesdrempel ligt op 5 procent. Hij stelde zich daarom verkiesbaar voor het gouverneurschap van de oblast Koersk en werd in 1996 gekozen.
Tijdens zijn ambtsperiode kreeg hij te maken met veel beschuldigingen van corruptie en wanbeleid. Bij de verkiezingen van 2000 mocht hij niet meer meedoen, omdat hij vergeten was zijn auto te registreren. Volgens analisten was dit slechts een excuus en was het Kremlin er verantwoordelijk voor dat Roetskoj zijn gouverneurschap niet kon vervolgen. Sindsdien is Roetskoj steeds politiek actief gebleven, maar heeft hij nooit meer een rol van betekenis weten te spelen.